# Otto Mannheimer (politiker)
Otto Salomon Mannheimer (i riksdagen kallad Mannheimer i Göteborg), född 12 september 1860 i Göteborg, död 10 december 1924 i Friggeråkers församling, var en svensk advokat och politiker (liberal).

## Biografi
Otto Mannheimer var son till finansmannen Theodor Mannheimer och Hanne Meyer samt bror till finansmannen Herman Mannheimer.
Otto Mannheimer blev juris utriusque kandidat vid Uppsala universitet 1887. Efter en tids domstolstjänstgöring blev han biträde vid Philip Lemans advokatbyrå i Göteborg 1890 och delägare i firman 1896–1924. Han var ordförande för Sveriges advokatsamfund 1912–1920 och satt också i ledningen för Göteborgs högskola. Han var ledamot av Göteborgs stadsfullmäktige 1901–1919.
Han var riksdagsledamot i första kammaren 1912–1919 för Göteborgs stads valkrets och tillhörde i riksdagen Liberala samlingspartiet. Under hela sin riksdagstid var han ledamot i konstitutionsutskottet, och han var också utskottets ordförande vid riksmötena 1918.
Otto Mannheimer var gift från 1893 med Charlotte Mannheimer (1866–1934), far till läkaren Edgar Mannheimer och konstnären Agnes Heiberg samt farfar till kulturjournalisten Otto Mannheimer.